# آمازون شاهنشاه
آمازون شاهنشاه (نام علمی: Amazona imperialis) یا آمازون دومینیکن که به عنوان سیسرو نیز شناخته می‌شود، یک طوطی است که تنها در جزیره دومینیکا در دریای کارائیب یافت می‌شود. این پرنده به عنوان پرنده ملی دومینیکا انتخاب شده‌است. این گونه به شدت در بحران انقراض است. در سال ۲۰۱۹، تخمین زده شد که تنها حدود ۵۰ فرد بالغ در طبیعت باقی مانده‌است.

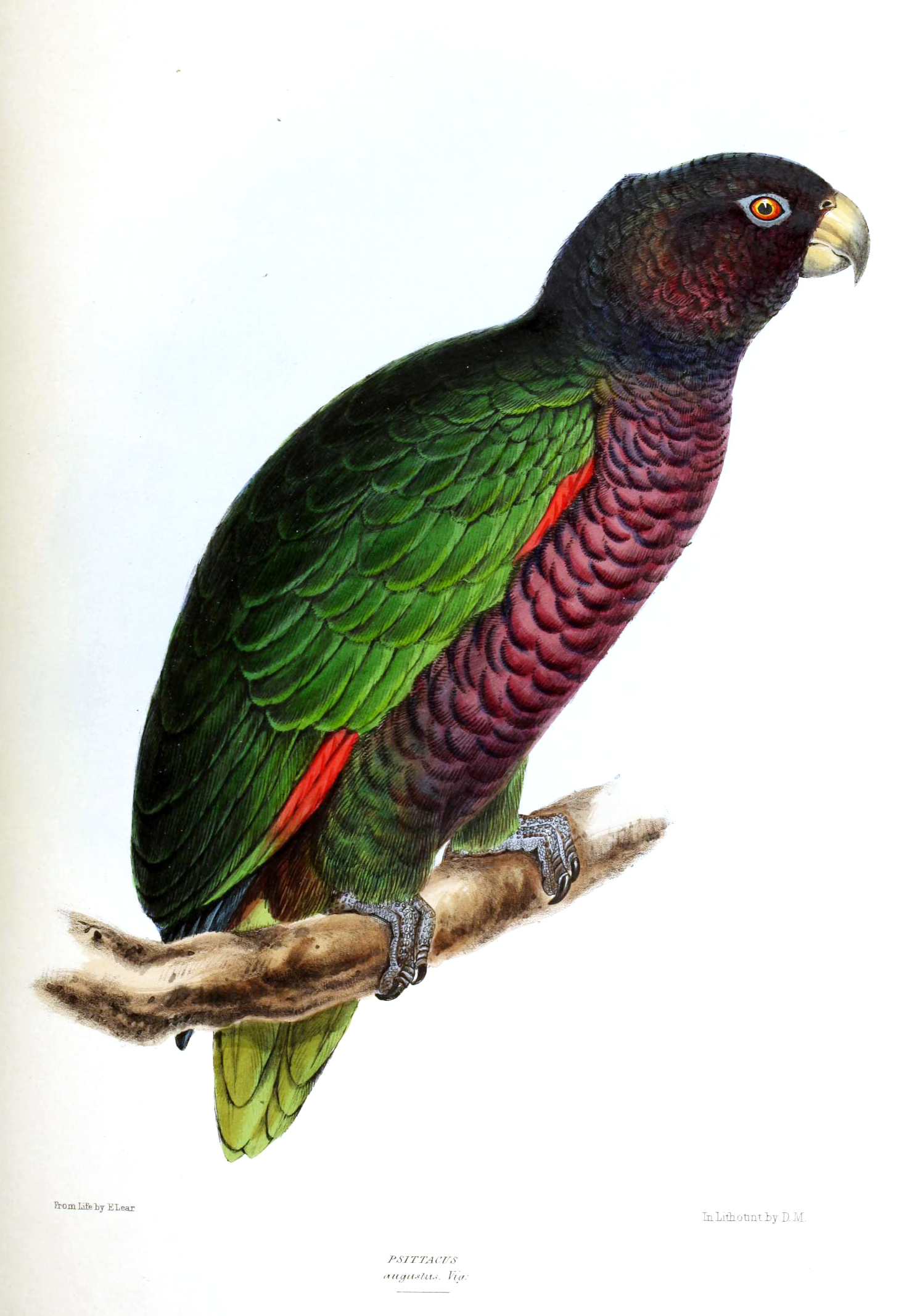
نگاره‌ای از آمازون شاهانه توسط جانورشناس انگلیسی دیوید ویلیام میچل

روی پرچم دومینیکا